# Bahnstrecke Štúrovo–Levice
| Kursbuchstrecke (ZSSK): | 152                  |                           |                           |
| Streckenlänge: | 52,326 km            |                           |                           |
| Spurweite: | 1435 mm (Normalspur) |                           |                           |
| Streckenklasse: | D3                   |                           |                           |
| Streckengeschwindigkeit: | 90 km/h              |                           |                           |
| |                      |                           |                           |
| \| \| \| von (Wien-) Bratislava \| \| \| \| 0,000 \| Štúrovo Párkány \| Štúrovo Párkány \| \| \| \| nach Budapest-Nyugati \| \| \| \| 6,627 \| Kamenný Most nad Hronom \| Kamenný Most nad Hronom \| \| \| 11,716 \| Kamenín Kéménd \| Kamenín Kéménd \| \| \| 15,548 \| Bíňa Bény \| Bíňa Bény \| \| \| 17,716 \| Bíňa zastávka Bény m.h. \| Bíňa zastávka Bény m.h. \| \| \| 20,080 \| Čata Csata \| Čata Csata \| \| \| \| nach Balassagyarmat \| \| \| \| 22,265 \| Pohronský Ruskov Oroszka \| Pohronský Ruskov Oroszka \| \| \| 25,700 \| Hronovce Lekér \| Hronovce Lekér \| \| \| 30,009 \| Želiezovce Zseliz \| Želiezovce Zseliz \| \| \| 38,870 \| Tekovské Lužany Nagysalló \| Tekovské Lužany Nagysalló \| \| \| 45,408 \| Tekovský Hrádok Barsvárad \| Tekovský Hrádok Barsvárad \| \| \| 47,413 \| Dolná Seč \| Dolná Seč \| \| \| \| von Úľany nad Žitavou \| \| \| \| 52,326 \| Levice früher Léva \| Levice früher Léva \| \| \| \| nach Hronská Dúbrava \| \| |                      |                           |                           |
| Strecke |                      | von (Wien-) Bratislava    | von (Wien-) Bratislava    |
| Bahnhof | 0,000                | Štúrovo Párkány           | Štúrovo Párkány           |
| Abzweig geradeaus und nach rechts |                      | nach Budapest-Nyugati     | nach Budapest-Nyugati     |
| Haltepunkt / Haltestelle | 6,627                | Kamenný Most nad Hronom   | Kamenný Most nad Hronom   |
| Haltepunkt / Haltestelle | 11,716               | Kamenín Kéménd            | Kamenín Kéménd            |
| Haltepunkt / Haltestelle | 15,548               | Bíňa Bény                 | Bíňa Bény                 |
| Haltepunkt / Haltestelle | 17,716               | Bíňa zastávka Bény m.h.   | Bíňa zastávka Bény m.h.   |
| Bahnhof | 20,080               | Čata Csata                | Čata Csata                |
| Abzweig geradeaus und nach rechts |                      | nach Balassagyarmat       | nach Balassagyarmat       |
| Bahnhof | 22,265               | Pohronský Ruskov Oroszka  | Pohronský Ruskov Oroszka  |
| Haltepunkt / Haltestelle | 25,700               | Hronovce Lekér            | Hronovce Lekér            |
| Bahnhof | 30,009               | Želiezovce Zseliz         | Želiezovce Zseliz         |
| Bahnhof | 38,870               | Tekovské Lužany Nagysalló | Tekovské Lužany Nagysalló |
| Bahnhof | 45,408               | Tekovský Hrádok Barsvárad | Tekovský Hrádok Barsvárad |
| Haltepunkt / Haltestelle | 47,413               | Dolná Seč                 | Dolná Seč                 |
| Abzweig geradeaus und von links |                      | von Úľany nad Žitavou     | von Úľany nad Žitavou     |
| Bahnhof | 52,326               | Levice früher Léva        | Levice früher Léva        |
| Strecke |                      | nach Hronská Dúbrava      | nach Hronská Dúbrava      |

Die Bahnstrecke Štúrovo–Levice ist eine regionale Eisenbahnverbindung in der Slowakei. Sie zweigt in Štúrovo von der Bahnstrecke Bratislava–Budapest ab und führt im Grantal über Čata nach Levice.

## Geschichte
Die Strecke durch das Grantal gehörte zu den ältesten Eisenbahnprojekten Ungarns, die insbesondere die Erzbergbaugebiete Oberungarns an das Eisenbahnnetz anschließen sollte. Die Hauptlinie sollte von Szob an der k.k. Südöstlichen Staatsbahn durch das Eipeltal nach Miskolc führen. Eine Zweigbahn war im Grantal nach Schemnitz und Neusohl vorgesehen. Zu einer Realisierung kam es jedoch nicht.

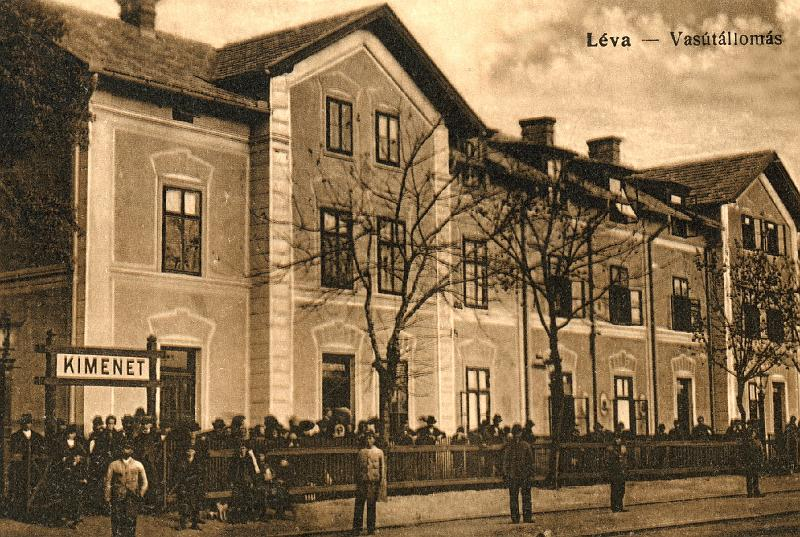
Bahnhof Léva (1916)

Später interessierte sich die Österreichisch-ungarische Staatseisenbahngesellschaft (StEG) für das Projekt. Infolge des sogenannten Dualisierungsvertrages von 1882 durfte die StEG ihr Netz in Ungarn nur noch um Lokalbahnen erweitern, die im Interesse des ungarischen Staates lagen. In dieser Situation erhielt die StEG die Konzession für die Strecke von Gran/Nána (heute: Štúrovo) über Csata nach Ipolysag. Am 1. Juni 1885 wurde die Strecke bis Csata und am 26. September 1886 bis Ipolysag eröffnet. Am 18. März 1887 erhielt die StEG noch die Konzession für die Zweigbahn Csata–Léva, die am 18. September 1887 eröffnet wurde. Beide Strecken waren administrativ als Gran-Eipel-Lokalbahnen (Garam–Ipolyvölgyi HÉV) zusammengefasst.
Am 1. Jänner 1891 wurde der ungarische Teil der StEG vom ungarischen Staat eingelöst und in die Königlich Ungarischen Staatsbahnen (MÁV) eingegliedert.
Im Jahr 1912 wies der Fahrplan der Lokalbahn drei täglich verkehrende gemischte bzw. Personenzugpaare 2. und 3. Klasse zwischen Párkány-Nána und Léva aus, von denen drei von und nach Garamberzencze durchgebunden waren. Weitere drei Zugpaare verkehrten in der Relation Párkány-Nána–Csata–Ipolysag–Balassagyarmat.
Nach dem Zerfall Österreich-Ungarns im Oktober 1918 und der Gründung des neuen Staates Tschechoslowakei ging die Strecke an die neu gegründeten Tschechoslowakischen Staatsbahnen (ČSD) über. Die ungarischen Betriebsstellennamen wurden in der Folge durch slowakische ersetzt.

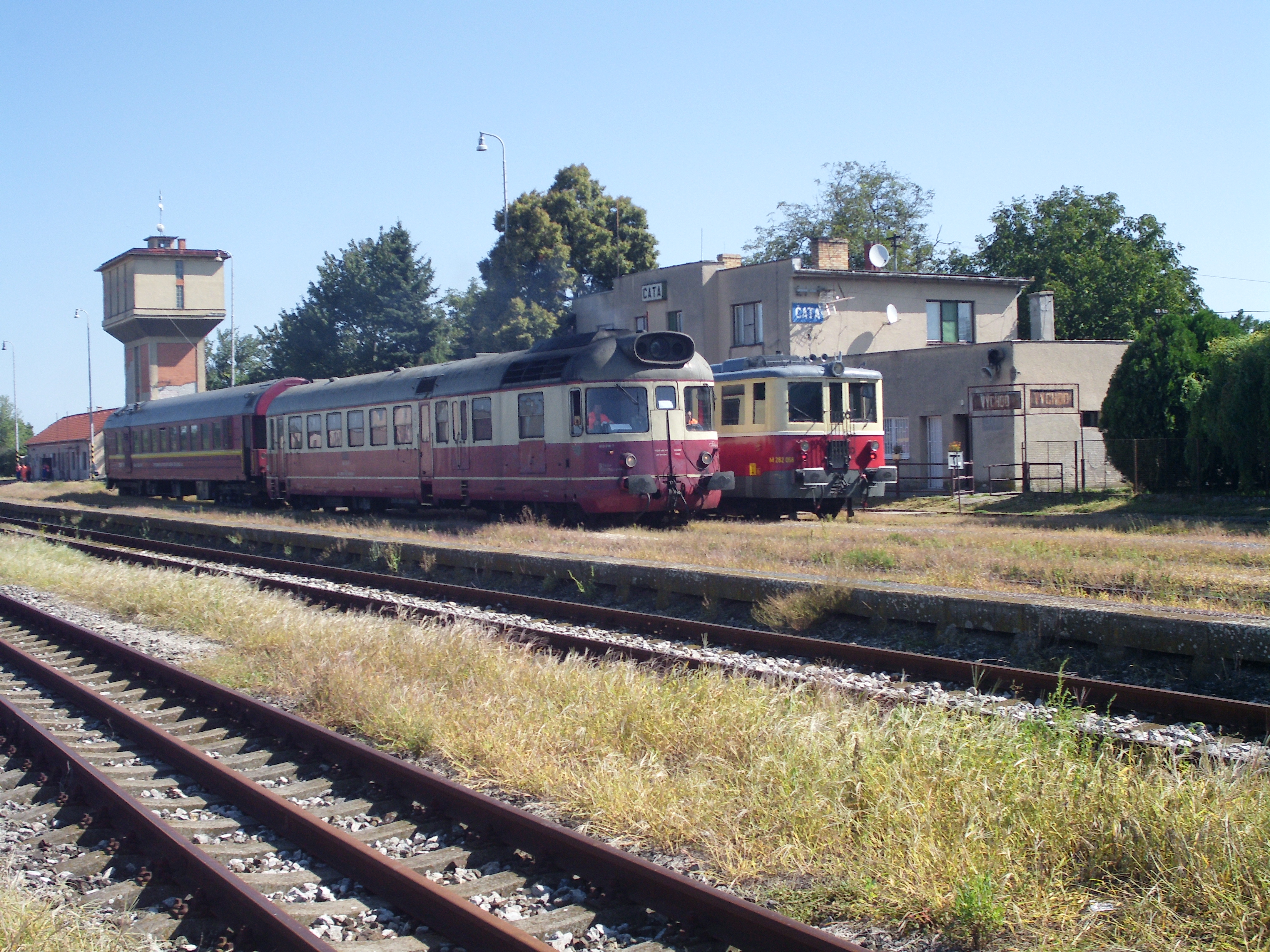
Bahnhof Čata (2014)

Nach Inbetriebnahme der Bahnstrecke Zvolen–Krupina im Jahr 1925 verkehrten die meisten Reisezüge in der Relation Parkan–Čata–Šahy–Zvolen, Reisende in Richtung Levice mussten in Čata umsteigen. Ab den 1930er Jahren setzten die ČSD im Reiseverkehr moderne Motorzüge ein, die sowohl eine Verdichtung des Fahrplanes als auch eine deutliche Fahrzeitverkürzung ermöglichten. Der Sommerfahrplan 1938 verzeichnete sieben Fahrtmöglichkeiten in der Relation Parkany–Levice, die sämtlich als Motorzug geführt waren. Weitere Züge verkehrten in der Relation Parkan–Šahy–Zvolen.
Nach dem Ersten Wiener Schiedsspruch kamen die mehrheitlich ungarisch besiedelten Gebiete der Tschechoslowakei und damit auch die Strecke im November 1938 wieder zu Ungarn. Betreiber waren nun wieder die Ungarischen Staatsbahnen (MÁV). Nach dem Zweiten Weltkrieg kam die Strecke 1945 wieder vollständig zu den ČSD.
Am 1. Januar 1993 ging die Strecke in Folge der Dismembration der Tschechoslowakei an die neu gegründeten Železnice Slovenskej republiky (ŽSR) über.
Am 2. Februar 2003 wurde der Personenverkehr eingestellt, aber schon am 15. Juni 2003 wieder aufgenommen.
Der Jahresfahrplan 2021 der ZSSK verzeichnet fünf tägliche Personenzugpaare zwischen Štúrovo und Levice. Ein weiterer Zug ohne Rückleistung verkehrt werktags. Für die 52 Kilometer lange Strecke benötigen die Züge etwas mehr als eine Stunde.